# Wawrzyniec Prusky
Wawrzyniec Prusky właściwie Paweł Klimczak (ur. 1974) – polski bloger.
Pochodzi z Gorzowa Wielkopolskiego. W latach 2004–2009 prowadził w serwisie Onet.pl blog, którego głównym bohaterem jest alter ego autora, o pseudonimie Wawrzyniec Prusky (zapożyczonym z filmu Miś). Blog jest pisany zazwyczaj w trzeciej osobie, a jego tematyką są zdarzenia z życia autora i jego rodziny, opisywane w anegdotycznej, humorystycznej formie. Oprócz Wawrzyńca, bohaterami notek są jego żona (opisywana jako MŻonka) oraz dzieci określane jako Dziedzic i Potomka.
Blog Wawrzyńca Prusky'ego został wybrany blogiem roku 2005 w plebiscycie portalu Onet.pl. W tym samym konkursie zdobył również 1. nagrodę przyznawaną przez internautów w kategorii Męski punkt widzenia. W 2007 część wpisów z blogu została opublikowana w formie książki zatytułowanej Jędrne kaktusy. W 2009 roku ukazała się jej kontynuacja pt. Ballada o chaosiku.
Po ponad pięciu latach pisania, w dniu 30 czerwca 2009 roku, Paweł Klimczak oficjalnie zakończył prowadzenie blogu w serwisie Onet. Przerwał swoją działalność na okres 4 miesięcy. Powrócił jednak do tworzenia notatek na innym portalu.

## Publikacje
- Jędrne kaktusy (2007, Zysk i S-ka, ISBN 978-83-7506-120-8)
- Ballada o chaosiku (2009, Wydawnictwo Grasshopper, ISBN 978-83-61725-04-6)